# Chicomuselo
Chicomuselo est une municipalité du Chiapas, au Mexique. Elle couvre une superficie de 999 ou 1 043 km2 et compte 34 744 habitants en 2015.